# مسجد الكيال
مسجد الكيال هو مسجد من مساجد مدينة تونس، يقع بباب سويقة، شمال المدينة.

## الموقع
يقع المسجد بنهج المحرزي عدد 04.

## التّسمية
حسب المؤرّخ محمد بلخوجة، استمدّ المسجد تسميته من اسم مؤسّسه كيّال القمح بالدّارجة التّونسيّة.

## معرض الصّور

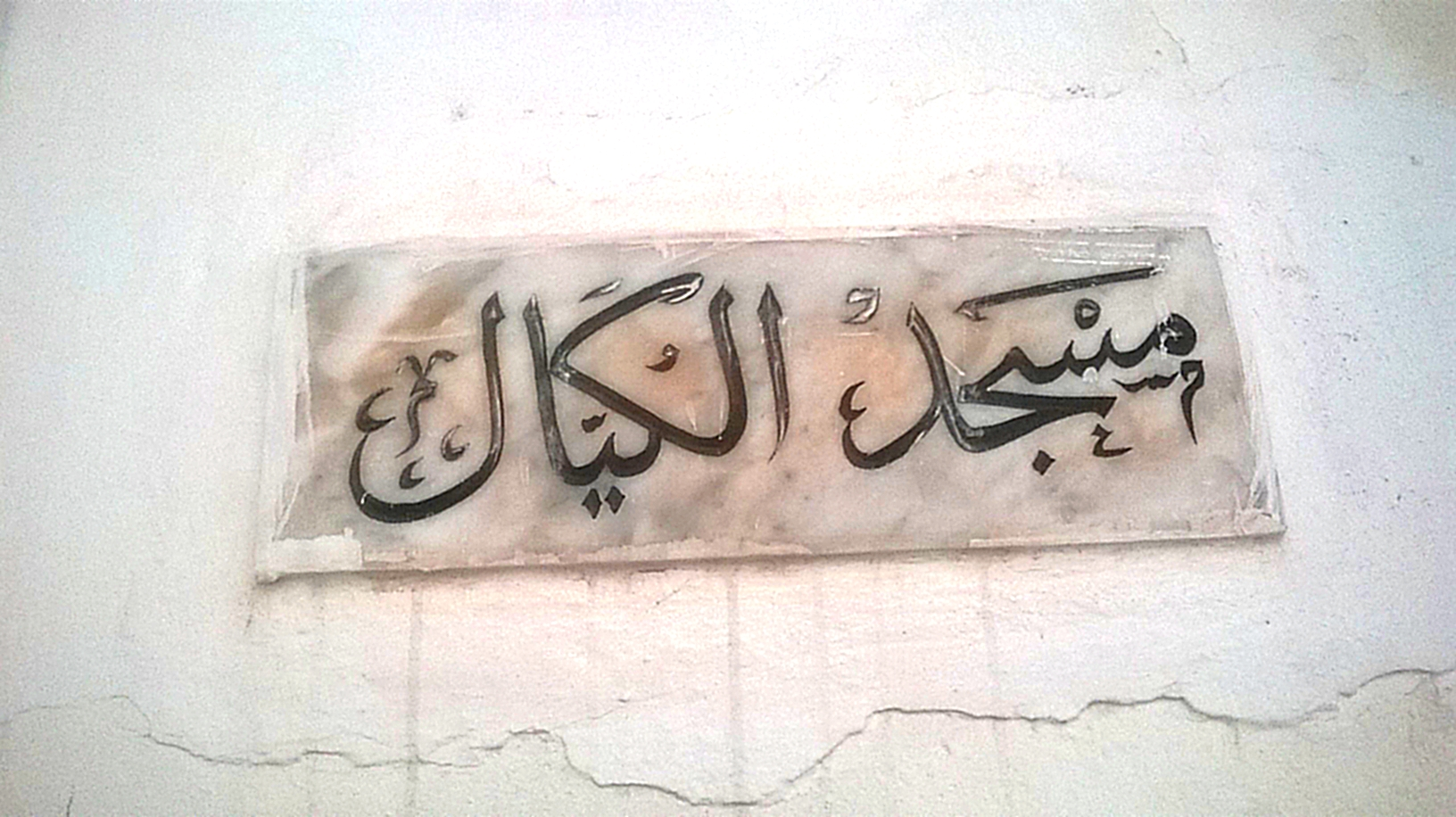
لوحة رخاميّة كتب عليه اسم المسجد
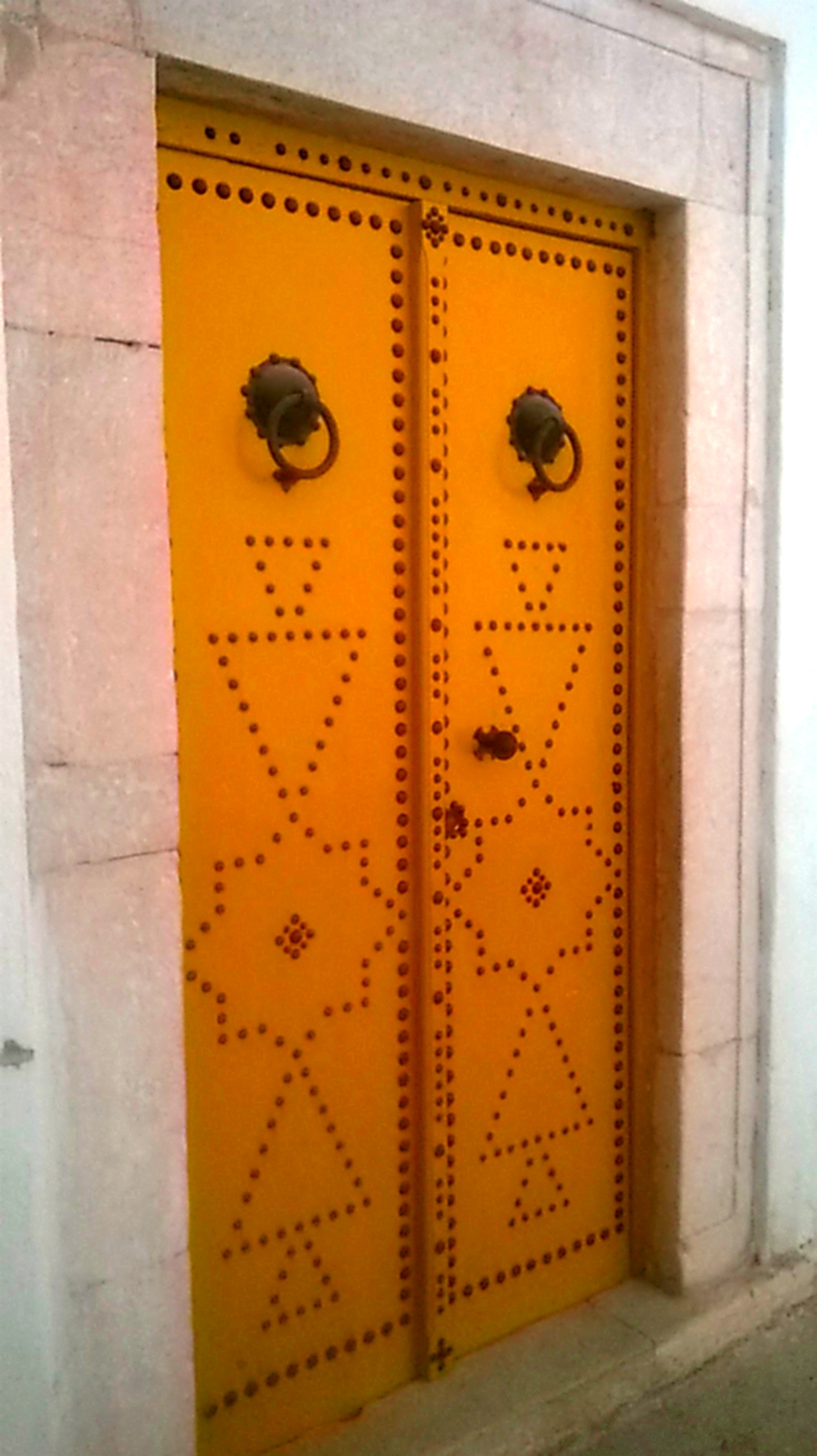
مدخل المسجد